# Pyrenecosa rupicola
Pyrenecosa rupicola là một loài nhện trong họ Lycosidae.
Loài này thuộc chi Pyrenecosa. Pyrenecosa rupicola được Jean-Marie Léon Dufour miêu tả năm 1821.